# Bruno Paillard

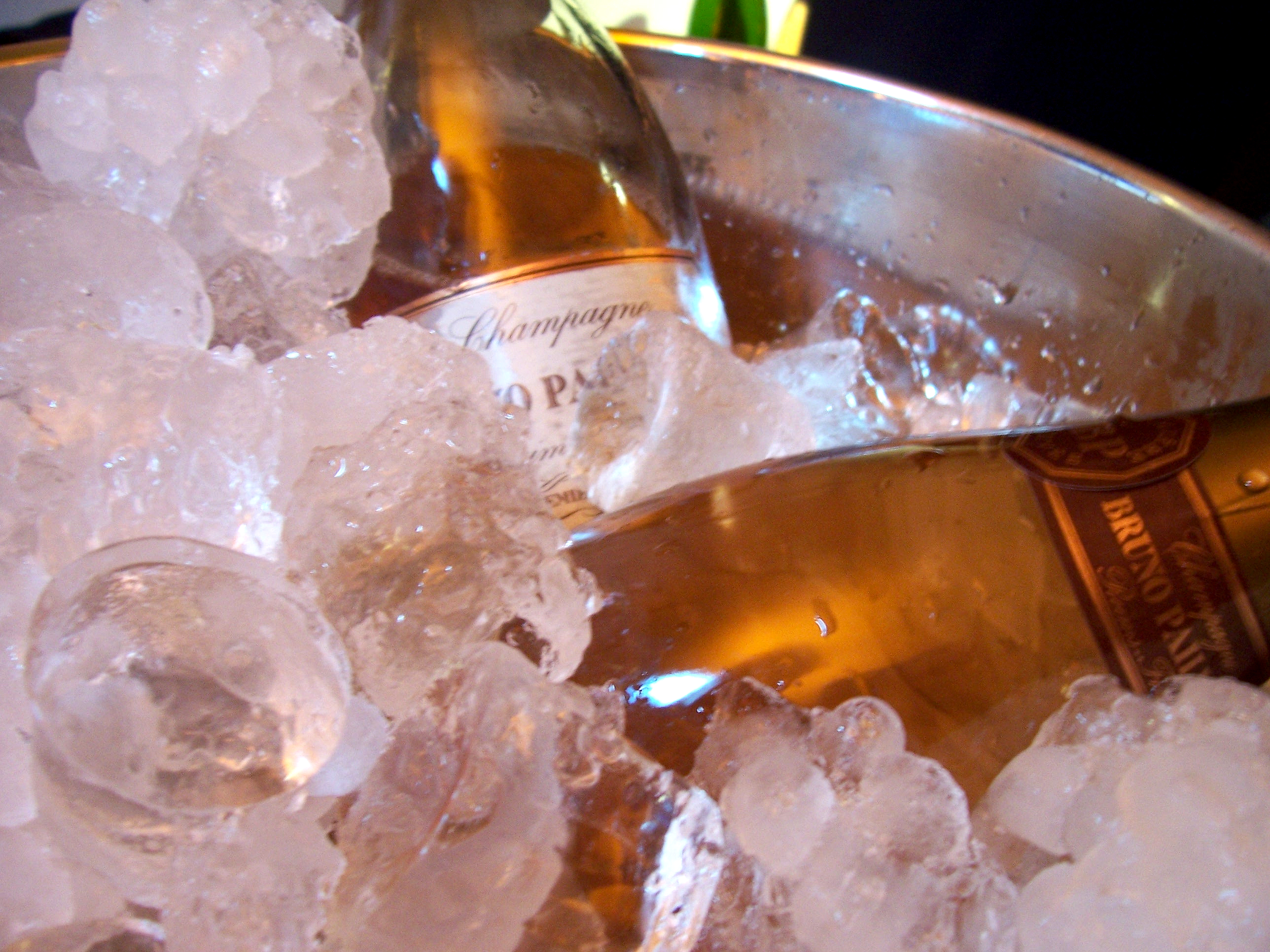
Rosé-Champagner van Bruno Paillard

Champagne Bruno Paillard is een van de jongere champagnehuizen. Het bedrijf dat zelfstandig is werd in 1981 opgericht en is in Reims gevestigd.
In 1994 kocht het bedrijf dat eerder alleen de druiven van contractboeren verwerkte drie hectare wijngaard in de grand cru-gemeente Oger in de Côte des Blancs. Sindsdien werd het bezit uitgebreid tot 32 hectare waarvan 12 hectare in grand cru-gemeenten ligt. De contractboeren werken verspreid over dertig dorpen in de Champagne.
Het huis heeft een andere stijl dan de oudere huizen. De champagnes zijn "droog" en op iedere fles wordt sinds 1983 de maand van de dégorgement aangegeven. Nadat de definitieve kurk wordt geplaatst en de liqueur d'expédition is toegevoegd rijpt de champagne immers niet meer op het gist.
Het bedrijf verkoopt per jaar tussen de 4 en 500 000 flessen waarvan het merendeel wordt geëxporteerd. Het levert twaalf verschillende champagnes:
De Brut Première Cuvée is met 70% van de productie het visitekaartje van het bedrijf. Het huis gebruikt alleen de eerste persing en de champagne wordt geassembleerd uit 22% pinot meunier, 33% chardonnay en 45% pinot noir. Om de kwaliteit ook in mindere wijnjaren te kunnen garanderen wordt de champagne aangevuld met een vijfde deel tot soms wel de helft wijn die aan de in kleine houten tonnen bewaarde reserves wordt onttrokken. De gebottelde champagne mag drie jaar in de kelders rusten en wordt daar ook na de dégorgement nog drie of vier maanden bewaard. Bij die dégorgement wordt een liqueur d'expédition met slechts 6 gram suiker per liter toegevoegd.
- Blanc de Blancs Réserve Privée Grand Cru is een blanc de blancs wat inhoudt dat de wijn alleen van chardonnay is gemaakt. Alle druiven werden in de Côte des Blancs geoogst en de wijn bevat een kwart tot een vijfde oudere wijn uit de reserves van het huis Bruno Paillard. Door het verlagen van de hoeveelheid gist in de liqueur de tirage loopt de druk in de fles op tot slechts 4,5 tot 5 atmosfeer in plaats van de gebruikelijke 6 atmosfeer.
- Rosé Première Cuvée Het huis gebruikt voor deze roséchampagne alleen de eerste persing en de champagne bevat vooral pinot noir. Een fors aandeel chardonnay zorgt voor voldoende frisse zuren tegenover het fruit van de pinot noir. Voor de assemblage gebruikt men vooral snel geperste pinot noir waarvan de schillen geen kleur aan de most konden afstaan. Voor de kleur werd gemacereerde pinot noir gebruikt. Dat houdt in dat de schillen lange tijd in de most mochten blijven liggen. Om de kwaliteit ook in mindere jaren te waarborgen wordt tot 5% wijn uit de in eiken en roestvrijstalen vaten bewaarde reserves van het huis toegevoegd. De champagne mag drie jaar op het dégorgment wachten en wordt als "très brut" (zeer droog) in de handel gebracht. Bruno Paillard voegt slechts 6 gram suiker per liter toe aan deze rosé.
- Brut Millésime 2004 Blanc de Blancs, een wijn uit louter chardonnay uit het goede wijnjaar 2004. De champagne werd acht jaar in de kelders bewaard.
- Brut Millésime 2004 assemblage is een uit 9 cru's van de Champagne gewonnen assemblage van 48% chardonnay en 52% de pinot noir die negen jaar in de kelders heeft gerijpt. Bruno Paillard voegde slechts 5 gram suiker per liter toe aan deze rosé die daarna nog drie maanden mocht rusten.
- Brut Millésime 2002 Blanc de Blancs is een wijn uit louter chardonnay van de Côte des Blancs, uit de grand cru-gemeenten Oger en Mesnil sur Oger en het goede wijnjaar 2002. De champagne werd tien jaar in de kelders bewaard.
- Brut Millésime 2002 assemblage is een uit de eerste persing in 8 grand- en premier cru-gemeenten afkomstige champagne. Het is een assemblage van 42% chardonnay, 47% pinot noir en 11% pinot meunier die negen jaar in de kelders heeft gerijpt.
- Brut Millésime 1996 assemblage De gebruikte most was het resultaat van de eerste persing van in 1996 geplukte druiven uit Avize, een grand cru in de Côte des Blancs en uit Mailly, Mareuil-sur-Ay, Rilly-la-Montagne en Villers-Marmery, drie grand- en premier cru-gemeenten op de Montagne de Reims. Tijdens de assemblage werd 52% chardonnay en 48% pinot noir gebruikt.
- Brut Millésime 1999 Blanc de Blancs is een wijn uit louter chardonnay van de Côte des Blancs, uit de grand cru-gemeenten Oger en Mesnil sur Oger en het goede wijnjaar 1999. De flessen mochten tien jaar rijpen.
- Brut Millésime 1999 assemblage De gebruikte most was het resultaat van de eerste persing van in 1999 geplukte druiven uit 14 gemeenten. Tijdens de assemblage werd 29% chardonnay, 42% pinot noir en 29% de pinot meunier gebruikt. De flessen mochten negen jaar rijpen en lagerden nadat er slechts 6 gram suiker per liter door de liqueur d'expédition werd toegevoegd nog tussen de zes en negen maanden in de kelder.
- Brut Millésime 1996 Blanc de Blancs is een wijn uit louter chardonnay uit de grand cru-gemeenten Oger en Mesnil sur Oger en het goede wijnjaar 1996. Alleen de eerste persing werd gebruikt en de flessen mochten tien jaar rijpen. De eerste flessen van deze cuvée verlieten de kelders van Bruno Paillard pas in 2009.